# Bedekovčina
Bedekovčina je hustě osídlené sídlo a správní středisko stejnojmenné opčiny v Chorvatsku v Krapinsko-zagorské župě. Nachází se asi 7 km severovýchodně od Zaboku, 8 km severovýchodně od Oroslavje a asi 17 km jihovýchodně od Krapiny. V roce 2011 žilo v Bedekovčině 3 400 obyvatel, v celé opčině pak 8 041 obyvatel. Bedekovčina je po Krapině druhým největším sídlem Krapinsko-zagorské župy.
Do teritoriální reorganizace v roce 2010 byla Bedekovčina součástí opčiny města Zabok.
Součástí opčiny je celkem patnáct trvale obydlených vesnic.
- Bedekovčina – 3 400 obyvatel
- Belovar Zlatarski – 102 obyvatel
- Brestovec Orehovički – 334 obyvatel
- Grabe – 421 obyvatel
- Kebel – 414 obyvatel
- Križanče – 141 obyvatel
- Lug Orehovički – 223 obyvatel
- Lug Poznanovečki – 659 obyvatel
- Martinec Orehovečki – 393 obyvatel
- Orehovica – 237 obyvatel
- Poznanovec – 937 obyvatel
- Pustodol Orehovički – 302 obyvatel
- Vojnić Breg – 146 obyvatel
- Zadravec – 120 obyvatel
- Židovinjak – 212 obyvatel

Opčinou procházejí župní silnice Ž2162, Ž2164, Ž2165, Ž2166, Ž2167, Ž2168, Ž2198, Ž2201, Ž2242 a Ž2264. Blízko též prochází rychlostní silnice D14, z níž zde existují dva exity na Bedekovčinu a Poznanovec. Opčina je též napojena na železniční trať Zaprešić–Čakovec.